# Phanerotomella pallidistigmis
Phanerotomella pallidistigmis är en stekelart som beskrevs av Ji och Chen 2003. Phanerotomella pallidistigmis ingår i släktet Phanerotomella och familjen bracksteklar. Inga underarter finns listade i Catalogue of Life.